# Manfred Bockenfeld
Manfred Bockenfeld (Südlohn, 23 de julho de 1960) é um ex-futebolista profissional alemão que atuava como defensor.

## Carreira
Manfred Bockenfeld se profissionalizou no 1. FC Bocholt.

## Seleção
Manfred Bockenfeld integrou a Seleção Alemã-Ocidental de Futebol nos Jogos Olímpicos de Verão de 1984, em Los Angeles.